# Autoradiopuhelin
El ARP (Autoradiopuhelin, «teléfono de radio para el automóvil») fue la primera red de telefonía móvil comercial de Finlandia. El ARP fue propuesto en 1968 y se comenzó a construir en 1969. Fue lanzado en 1971 y tuvo una cobertura del 100% de Finlandia con 140 Radiobases en 1978. La red fue cerrada en el año 2000 junto con NMT-900.
ARP fue un éxito y tuvo una gran popularidad (10,800 usuarios en el año 1977, con un pico de 35,560 en 1986), pero el servicio eventualmente se congestionó y fue reemplazado con tecnología más moderna. De todos modos, ARP fue la única red con el 100% de cobertura en todo el territorio finlandés, y siguió siendo popular en algunos grupos de usuarios.
ARP operaba en la frecuencia de los 150 MHz (80 canales en la banda de 147.9 - 154.875 MHz). El poder de transmisión se llevó de 1 a 5 watts. Primeramente solo se utilizó para transmisión half-duplex, significando esto que recibir y transmitir voz no se podía hacer al mismo tiempo. Luego, los teléfonos con full-duplex fueron lanzados. Al utilizar una señal analógica, no cifraba las llamadas y estas podían ser fácilmente escuchadas con un escáner. Comenzó como un servicio operado manualmente pero fue totalmente automatizado en 1990; de todos modos, en ese momento el número de subscriptores era de solo 980 usuarios. ARP no soportaba 'handover' así que las llamadas se cortaban al cambiar de celda (cada celda tenía 30km de área).
Los primeros teléfonos para la red ARP fueron extremadamente grandes y solo podían ser llevados las cajuelas de los carros, con un audífono y un micrófono cerca del asiento del conductor. ARP fue muy caro. En los años 1990, se introdujeron los teléfonos de bolsillo, pero nunca se llegaron a popularizar, ya que había teléfonos más modernos en otros sistemas competidores, como NMT.
- Datos: Q385602